# Kitty Marshall
Katherine „Kitty“ Marshall, vorher Finch (* 1870 als Emily Katherine Jacques in Westhoughton, Lancashire; † 1947 in Halstead, Essex), war eine englisch-britische Suffragette. Sie war aktiv in der Women’s Social and Political Union (WSPU), war als Leibwächterin für die Führerinnen tätig und dazu in Jiu Jitsu trainiert.

## Leben

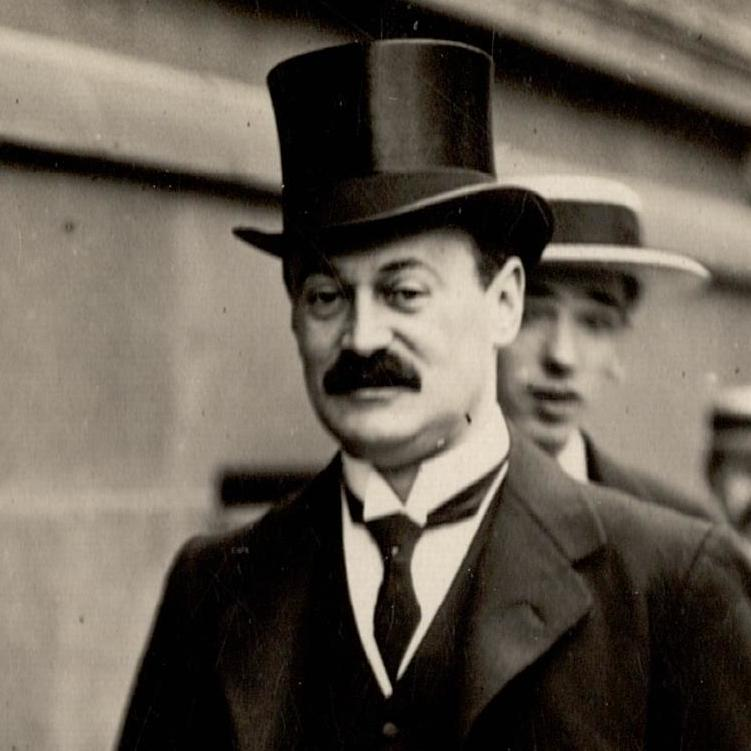
Arthur Marshall beim Verlassen des Bow Street Court

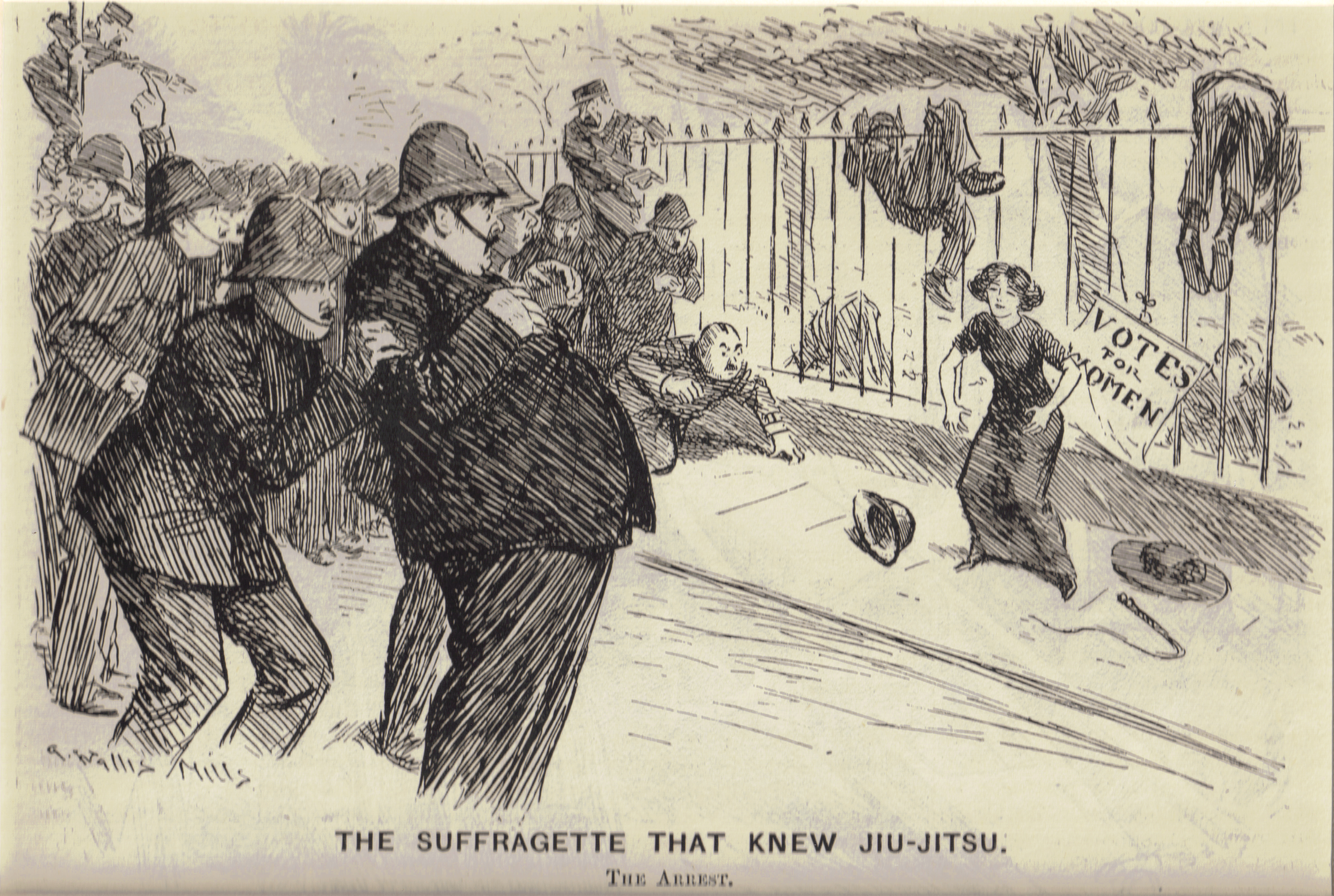
The Suffragette that Knew Jiu-Jitsu. The Arrest. von Arthur Wallis Mills, Punch und Wanganui Chronicle, 1910.

Marshall stammte aus einer Familie aus Lancashire aus der Gegend von Preston. Sie wurde als Tochter des Reverent Kinton Jacques, zu der Zeit Vikar von Westhoughton und seiner Frau Caroline geboren. Der Vater wurde Rektor der Pfarrkirche St. James in Brindle, Borough of Chorley, und dort heiratete Marshall 1896. Ihr Bräutigam war Hugh Finch, der jüngste Sohn des Vikar von Penwortham. Die Ehe war unglücklich, es gab Berichte von Gewalt und einer an Marshall übertragenen Geschlechtskrankheit. Die Ehe wurde 1901 geschieden. Sie heiratete dann 1904 Arthur Marshall, einen Anwalt.
Marshall wurde aktives Mitglied der Women’s Social and Political Union (WSPU), die 1903 von Emmeline Pankhurst gegründet worden war.
Marshall lieferte wöchentlich die WSPU-Zeitung Votes for Women an 10 Downing Street, den Wohnsitz des britischen Premierministers. Nach einer Steinewerfkampagne im Jahr 1910 wurden Emmeline Pankhurst, Mabel Tuke und Marshall beschuldigt, einen Stein durch ein Fenster von Nummer 10 geworfen zu haben.
Am 23. Dezember 1910 fand im Criterion in Piccadilly ein Empfangsessen für 15 freigelassene Gefangene und 300 Aktivistinnen statt, die sie willkommen hießen. Marshall lieferte danach Weihnachtspakete und WSPU-Erinnerungsstücke sowie eine Weihnachtskarte für die noch im Holloway Prison einsitzende Suffragetten.
Marshall war Mitglied der WSPU-Leibwächterinnen-Gruppe und wurde von Edith Garrud in Jiu Jitsu ausgebildet. Sie erhielt von der WSPU eine Halskette mit Medaillen für ihren besonderen Dienst. Marshall schrieb über die Erfahrungen mit dieser Form der Selbstverteidigung und anderen Vorfällen, einschließlich ihrer Tätigkeit als Requisitenmeisterin für Verkleidungen und der Verwendung von Doppelgängerinnen, insbesondere um erneute Festnahme nach dem sogenannten Cat and Mouse Act zu verhindern, in ihren unveröffentlichten Memoiren mit dem Titel Suffragette Escapes and Adventures. Journalisten nannten die Frauen der Gruppe die „Jiujitsuffragetten“ – ein Kofferwort aus Jiu Jitsu und Suffragette – und bezeichneten ihre Kampfsportfähigketien als „Suffrajitsu“.
Am 6. Februar 1911 war Marshall mit Prinzessin Sophia Duleep Singh zusammen, beide gut gekleidet und von der Polizei durchgelassen, als Premierminister H. H. Asquith die Nummer 10 verließ, und sie hielten ein Banner mit der Aufschrift „Give Women the Vote“ hoch. Vom Protest der Prinzessin wurde in der Presse berichtet, die Aktion führte jedoch nicht zu der mit einem Prozess und einer Inhaftierung verbundenen erhofften Publicity. Marshall kehrte ein drittes Mal mit Marion Wallace Dunlop zurück, um „Votes for Women“ mit einer Schablone auf die Türschwelle von Nummer 10 anzubringen. Bei einer weiteren Suffragetten-Kundgebung vor Nummer 10 rief sie einmal „Charge“ und erhielt zehn Tage Gefängnis.
Als die Volkszählung 1911 durchgeführt wurde, beteiligten sich Marshall und neun andere Frauen am Boykott der Suffragetten, indem sie während der Zähltage in drei Wohnwagen auf einer Heide kampierten.
Am 1. März 1912 wurde Marshall wieder zusammen mit Emmeline Pankhurst und Mabel Tuke verhaftet, nachdem sie in einem Taxi vorgefahren waren und zwei Fenster der Nummer 10 mit Steinen beworfen hatten. Innerhalb einer Stunde zertrümmerte eine Kampagne von 150 Suffragetten danach Fenster in Geschäften und Gewerbeimmobilien in Haymarket, Piccadilly, Regent Street, Strand, Oxford Street und Bond Street. Innerhalb des Tages wurden 125 Personen wegen vorsätzlicher Sachbeschädigung in Höhe von insgesamt 5.000 Pfund verhaftet.
Bei anschließenden Prozess wegen Verschwörung wurden Pankhurst und Marshall zu zwei Monaten (ihre dritte Haftstrafe) verurteilt, Tuke zu drei Wochen. Marshall schrieb über das Chaos im Holloway Prison, wo über hundert Frauen in Untersuchungshaft forderten, von den Straftäterinnen getrennt zu werden. Alle sangen Suffragetten-Texte auf die Melodie der Marseillaise und zerbrachen die Glasfenster der Zellen, um Luft zu bekommen. Marshall schrieb: „Ich glaube, der Lärm, den wir machten, war meilenweit zu hören.“ Marshall wurde für das Zerbrechen von 40 Scheiben im Gefängnis fünf Tage in eine „bitterkalte“ unterirdische Einzelhaftzelle gesteckt. Dies führte zu einer Depression, ständigem Weinen, einer Verlegung in den Krankenhausflügel und ihrer Freilassung am 12. April 1912.
Im Jahr 1913 boten Marshall und ihr Ehemann Grace Roe Unterschlupf. Roe war von den Marshalls mit Marshall Kleidung, unter anderem mit einem schwerer Schleier und ein Topfhut-Hut verkleidet worden, die sie als „gewagt“ beschrieb, damit sie nach Paris reisen konnte, um Christabel Pankhurst zu sehen. Roe war die Leiterin der WSPU-Operationen, nachdem sie die Nachfolge von Annie Kenney angetreten hatte, die inhaftiert worden war. Roe entging nach ihrer Rückkehr dank der Marshalls der eigenen Verhaftung wegen Verschwörung. Die Marshalls richtet auch den Pankhurst-Testimonial-Fonds eingerichtet, um das Haus von Christabel Pankhurst in Devon zu kaufen, obwohl sie dort nicht lange wohnte, bevor sie in die USA ging.
Als Emmeline Pankhurst am 14. Juni 1928 starb, war Marshall neben Georgina und Marie Brackenbury, Marion Wallace Dunlop, Mildred Mansel, Harriet Kerr, Rosamund Massy, Marie Naylor, Ada Wright und Barbara Wylie eine der Sargträgerinnen.
Marshall, Margaret Mackworth und Rosamund Massy beschlossen, für Pankhursts Denkmäler zu organisieren und Spenden zu sammeln. Sie sammelten Geld für ihren Grabstein auf dem Brompton Cemetery und eine Statue von ihr vor dem House of Commons (in das sie häufig hatte nicht eintreten dürfen).
Marshall starb 1947 in Halstead, Essex. Ihr Ehemann starb 1954. Er hatte seine Frau und andere WSPU-Mitglieder die ganze Zeit unterstützt und vor Gericht verteidigt, obwohl diese Fälle sein Geschäft beeinträchtigten.